# Tetraodorhina flavociliata
Tetraodorhina flavociliata är en skalbaggsart som beskrevs av Moser 1911. Tetraodorhina flavociliata ingår i släktet Tetraodorhina och familjen Cetoniidae. Inga underarter finns listade i Catalogue of Life.